# Pretzsch (Burgenlandkreis)
Pretzsch este o comună în Saxonia-Anhalt, Germania